# Castre de Cárcoda

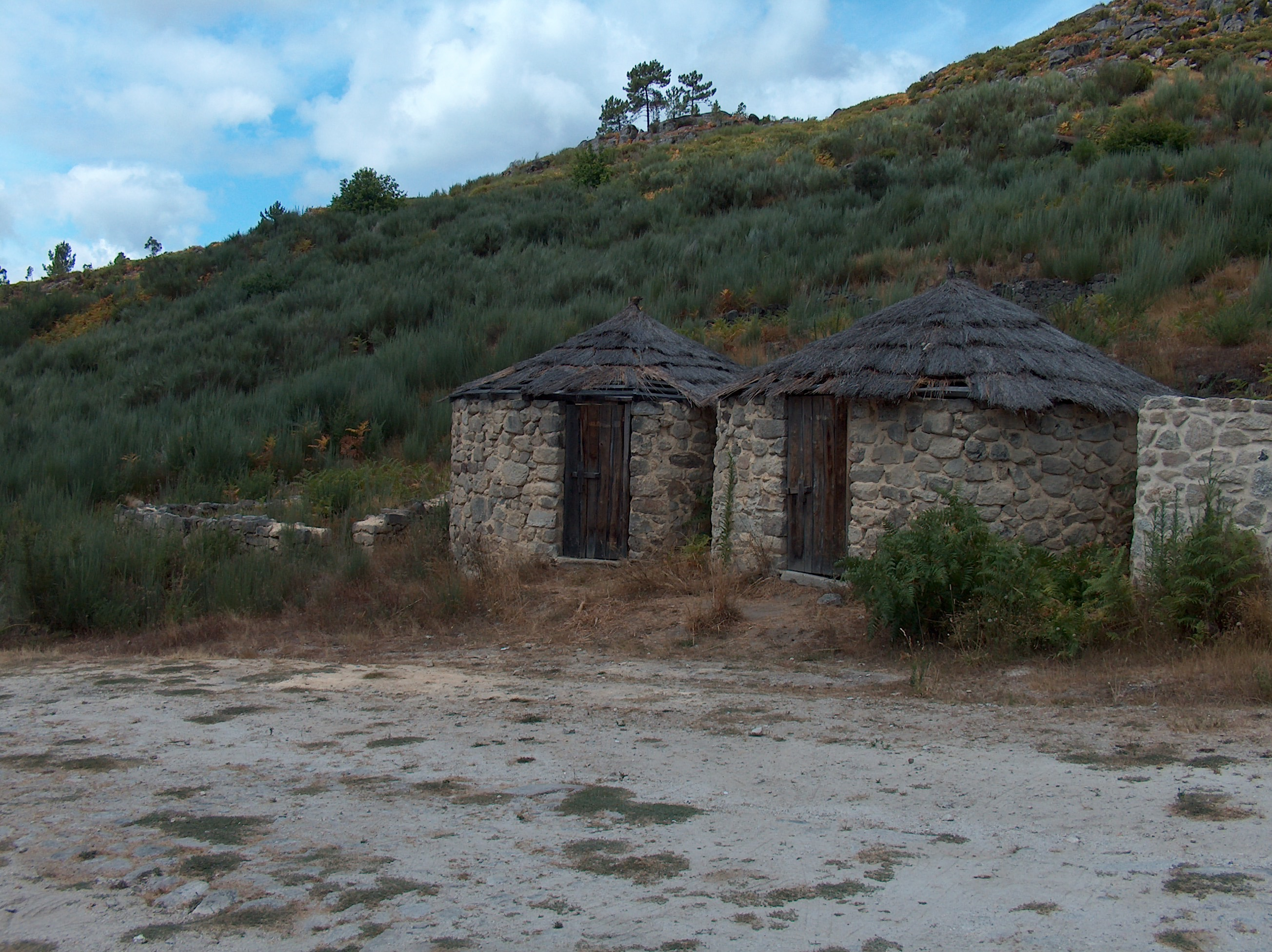
Cases reconstruïdes del castre de Cárcoda

El castre de Cárcoda o castre de Carcola, que ocupa una àrea de prop de 10 hectàrees, es troba vora la localitat de Carvalhais, al municipi de São Pedro do Sul, al contrafort de la serra d'Arada, a 610 metres d'altitud, i es compon de desenes de cases i pintures rupestres disseminades en quinze roques.
El castre de Cárcoda té, com a defenses naturals, la ribera de Contença i la de Varosa, i com a defensa edificada, una muralla i un fossat que es negava en cas de perill.
Les cases d'aquest castre tenen planta circular, oval o rectangular, i algunes contenen un atri envoltat per un mur. Les parets eren fetes per petites pedres amb argila i el sostre amb materials vegetals, i més tard s'hi emprà teula romana. En aquest castre hi havia llars, lavabos i sitges.
A la zona del castre aparegueren objectes lítics, materials de bronze i ferro, monedes romanes, fragments de vidre i ceràmica diversa.
El castre degué construir-se en el bronze final i fou habitat fins a finals del segle III.
Fou estudiat per Amorim Girão i Bairrão Oleiro de Coïmbra i per Correia Tavares de Viseu (cinc campanyes arqueològiques).
Fou classificat per l'IPPAR com a Immoble d'Interés Públic el 20 d'octubre de 1955.